# Ландграфство Неленбург
Ландграфството Неленбург (на немски: Landgrafschaft Nellenburg, по-късно Oberamt Nellenburg) е територия в Предна Австрия, от 1465 г. в Австрийския имперски окръг на Свещената Римска империя.

## История
С измирането на Хоенщауфените със смъртта на Конрадин през 1268 г. графовете на третия Дом от Неленбург получават от крал Рудолф фон Хабсбург (1273 – 1291) службата ландграф през 1275 г. или от крал Рупрехт през 1401 г.
Новообразуваното Ландграфство Неленбург обхваща територията на старото графство Хегау и Графство Неленбург. Към ландграфството Неленбург принадлежат градовете Енген, Тенген, Радолфцел и Щоках, 25 замъка и 31 разпаднати замъци или дворци, 6 мъжки и 3 женски манастира, 4 пощенски станции и 97 мелници.
През 1790 г. Ландграфство Неленбург става Оберамт Неленбург, обхавашащо територията от северозапад на Боденското езеро (Щоках, Радолфцел) и на Хегау (Аах) до Дунав (Менген, Заулгау, територии до Ридлинген).